# برايان هيسلوب
برايان هيسلوب (بالإنجليزية: Brian Heslop)‏ هو لاعب كرة قدم بريطاني في مركز ظهير ‏، ولد في 4 أغسطس 1947 في كارلايل في المملكة المتحدة. لعب مع نادي كارلايل يونايتد ونورثويتش فيكتوريا.